# 213
Năm 213 là một năm trong lịch Julius.

## Sự kiện
- Năm diễn ra trận Ký Thành giữa quân nổi dậy của các bộ tộc rợ Khương và rợ Đê do Mã Siêu chỉ huy chống lại quân triều đình nhà Hán ở vùng Lũng Thượng

## Mất
- Đổng Tập, tướng lĩnh nhà Đông Ngô thời Tam Quốc.
- Triệu Nguyệt, tì tướng của võ tướng Mã Siêu vì có cha phản bội Mã Siêu nên đã bị ông này chém để tế cờ